# Амірані

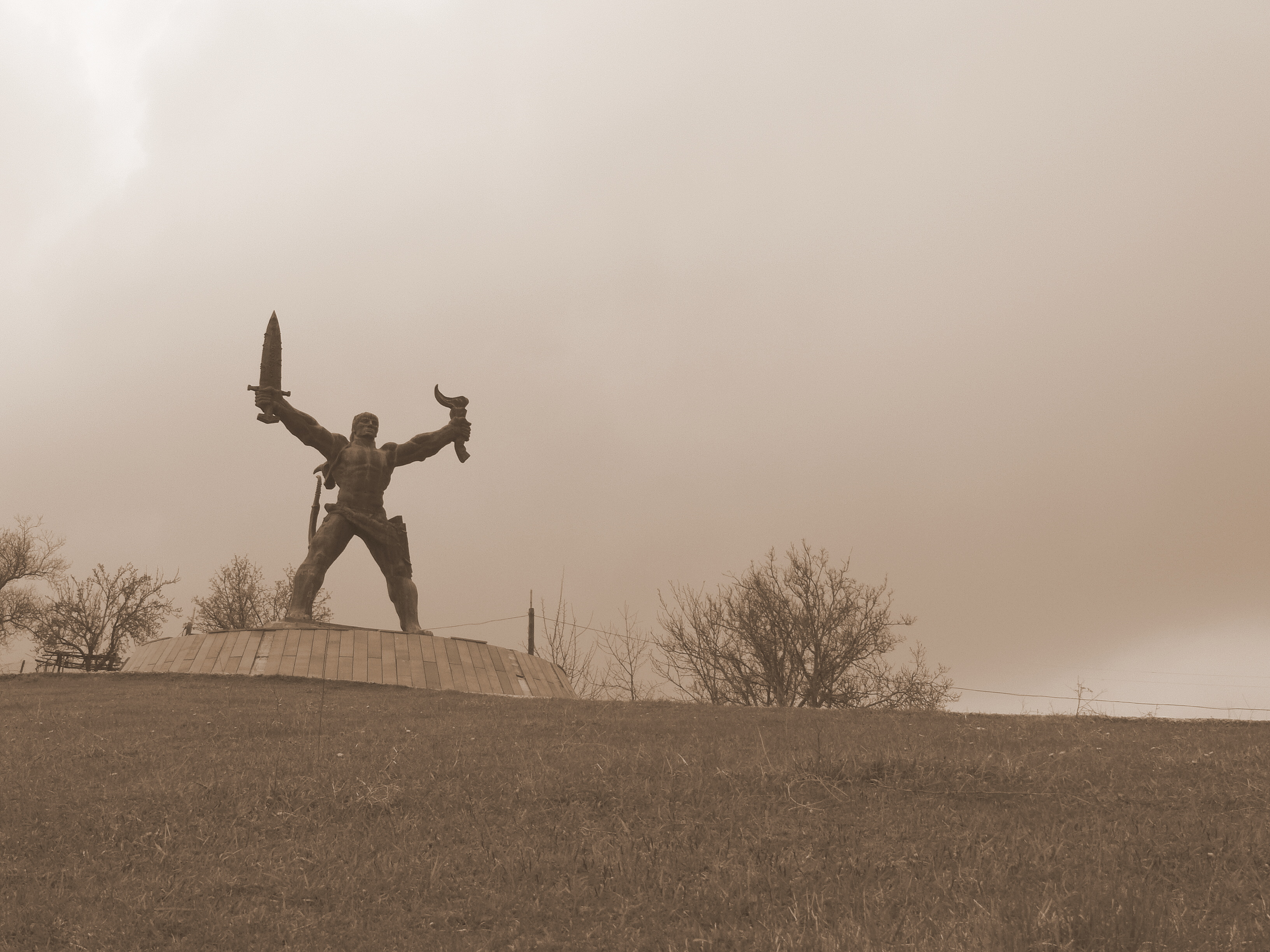
Статуя Амірані в Грузії

Амірані (груз. ამირანი) — герой грузинського міфу і епосу. Згідно зі сванською версією, Амірані народжений богинею полювання  Далі від смертного безіменного мисливця. У деяких пізніших варіантах батьком Амірані називається коваль або селянин. Передчасно народжений Амірані дозрівав у шлунку бика (телиці). На його тілі були божественні знаки — зображення місяця і сонця на плечах, а деякі частини тіла були золотими. 
Амірані — велетень, очі в нього з сито — він схожий на чорну хмару, готову вибухнути зливою. Він має невтомність вовка, силу дванадцяти пар биків і буйволів, летить вниз із гори зі стрімкістю колоди. Він настільки могутній, що земля насилу витримує його (хоча він поступається силою і зростом  Амбрі). Зазвичай силу Амірані пояснюють магічним благословенням хресного батька (мотив хрещення, мабуть, витіснив давніший мотив ініціації); в найдавнішій версії оповіді Амірані отримав у дитинстві силу від омивання у воді чарівного джерела, що належало Ігри-Батоні. Разом із «побратимами» Бадрі та Усіпі він бореться з  девамі та вешапі. 
Амірані був проковтнутий вешапі, але своїм діамантовим ножем розрізав черево вешапі і вийшов назовні. При цьому він вставив у розріз ребер вешапі плетінку, щоб поглинене драконом сонце могло спалити її і звільнитися з утроби. Амірані викрав небесну діву Камарі, яка, ймовірно, уособлює небесний вогонь, здолавши у битві її батька — повелителя погоди й грозових хмар, володаря каджів. 
Амірані, аналог  Прометея, за богоборство прикутий до скелі у печері Кавказького хребта, де його печінку постійно клює орел, а віддана Амірані собака лиже ланцюг, намагаючись витончити його. Проте щороку в четвер Страсного тижня (в тушетскому варіанті — у ніч під Різдво) приставлені богом ковалі оновлюють ланцюг. За давнім повір'ям, раз на сім років печера розверзається і можна побачити Амірані. 